# Charles-François de La Vieuville
Pour les articles homonymes, voir La Vieuville (homonymie).
Charles-François de La Vieuville, fils de Charles, duc de La Vieuville, en Artois, et de Marie Bouhier, est un ecclésiastique français, évêque de Rennes au XVIIe siècle.

## Carrière ecclésiastique
On ne connait rien de son éducation mais il est titulaire d'une licence en droit canon. Il commence une carrière militaire et sert aux Pays-Bas. On ignore les causes de son changement d'orientation peut-être lié à la mort de son frère Henri en 1652. Il est ordonné prêtre vers 1654-1655 à Limoges ou il est pourvu en commende de  Saint-Martial de Limoges. Avant d'être nommé évêque de Rennes, Charles de La Vieuville a également été abbé commendataire des abbayes de Savigny et de Saint-Lomer de Blois. Il a également été abbé commendataire de Lesterps (1657-1676), relevant les bâtiments conventuels ruinés par les guerres de religion.
Il succéde au siège épiscopal de Rennes en 1660 à Henri de La Mothe-Houdancourt. Il est confirmé le 11 février 1660. Consacré en l'église des Filles-Dieu de Paris le 30 avril 1661 par Ferdinand de Neufville de Villeroy, évêque de Chartres, Charles Louis de Lorraine, évêque de Condom et Bonaventura Rousseau, évêque titulaire de Césarée-en-Bithynie (de), il ne fait son entrée dans sa ville épiscopale que le 21 décembre suivant.
Le 1er novembre 1661, il a l'honneur d'ondoyer le Dauphin, futur Louis XIV né à Fontainebleau le 1er novembre 1661. Le 2 janvier 1662, il prête serment au parlement de Bretagne en qualité de conseiller-né.
Homme d'érudition, il sollicite en 1670 les Eudistes de sorte qu'ils prennent en charge son séminaire diocésain. Il est le parrain de Charles-François Billon (1667-1736), chanoine, trésorier de la collégiale de Vitré et conseiller du duc de La Trémoïlle. Il meurt le 29 janvier 1676 à Paris, quatorze jours après le mariage, qui fait grand bruit à la cour, entre son neveu François-René et Anne-Lucie de la Motte, nièce de son prédécesseur Henri de La Mothe-Houdancourt.

## Armes

Armoiries de Charles de La Vieuville.

Écartelé aux 1er et 4e fascé d'argent et d'azur, au chef d'argent chargé de trois annelets enfilés de gueules ; aux 2e et 3e d'hermines, au chef danché de gueules ; sur le tout : d'argent à sept feuilles de houx de sinople, 3, 3, 1.

## Sources
- Chanoine Amédée Guillotin de Corson, Pouillé historique de l'archevêché de Rennes, Rennes, Fougeray et Paris, René Haton, 1880-1886, 6 vol. in-8° br., couv. impr. (disponible sur Gallica).